# 奇偶性 (数学)
在數學中，奇數即是單數，偶數即是雙數。奇偶性是對於整數的一種性質，每個整數都可被分為奇數或偶數：可被{\displaystyle 2}整除者是偶數（包括{\displaystyle 2}本身與{\displaystyle 0}），不可被{\displaystyle 2}整除者是奇數。
偶數定義為所有形如{\displaystyle 2k}的整數，其中k是整數：
{\displaystyle \{2k\mid k\in \mathbb {Z} \}}
而奇數定義為所有形如{\displaystyle 2k+1}的整數，其中k是整數：
{\displaystyle \{2k+1\mid k\in \mathbb {Z} \}}
上述的奇偶性僅適用於整數，因此{\displaystyle {\frac {1}{2}},4.201}等並不適用。

## 加法和減法
- 奇數{\displaystyle \pm }奇數{\displaystyle =}偶數
- 奇數{\displaystyle \pm }偶數{\displaystyle =}奇數
- 偶數{\displaystyle \pm }偶數{\displaystyle =}偶數

## 乘法
- 奇數{\displaystyle \times }奇數{\displaystyle =}奇數
- 奇數{\displaystyle \times }偶數{\displaystyle =}偶數
- 偶數{\displaystyle \times }偶數{\displaystyle =}偶數

## 除法
奇數除以任何一個整數（不論偶數或奇數），其商並非必然是奇數或偶數，亦沒有一定規律。偶數情況亦然。例如：
- 1（被除數是奇） ÷ 3（除數是奇） = 0.3 （非整數，非偶亦非奇）

設商是整數，若被除數比除數有較多2的因數，商會是偶數。

### 被除數比除數有較多2的因數
- 12（被除數 = 2×2×3） ÷ 3（除數 = 3） = 4（偶數）
- 500（被除數 = 2×2×5×5×5） ÷ 2（除數 = 2） = 250（偶數）

### 被除數比除數有相同數量2的因數
- 500（被除數 = 2×2×5×5×5） ÷ 100（除數 = 2×2×5×5） = 5（奇數）
- 408（被除數 = 2×2×2×51） ÷ 500（除數 = 2×2×5×5×5） = 0.816（非整數，非偶亦非奇）

### 被除數比除數有較少數量2的因數
- 12（被除數 = 2×2×3） ÷ 8（除數 = 2×2×2） = 1.5（非整數，非偶亦非奇）
- 136（被除數 = 2×2×2×17） ÷ 32（除數 = 2×2×2×2×2） = 4.25（非整數，非偶亦非奇）